# Lista de apelidos de família da língua portuguesa
Esta é uma lista de apelidos de família (sobrenomes) da onomástica da língua portuguesa. Os nomes são apresentados em ordem alfabética da forma ortográfica vigente. Também são apresentadas variantes ortográficas e as grafias arcaicas quando existam, bem como a versão castelhana equivalente.

## A
| Apelido     | Origem      | Variantes       | Grafia arcaica      | Versão castelhana |
| ----------- | ----------- | --------------- | ------------------- | ----------------- |
| Abarca      | patronímica |                 |                     |                   |
| Abasto      |             | Avasto          |                     |                   |
| Abelho      | patronímica |                 |                     |                   |
| Aboim       | toponímica  | Boim            | Avoyno, Aboym, Boym |                   |
| Abranches   | toponímica  |                 | Avranches           |                   |
| Abrantes    |             |                 |                     |                   |
| Abreu       | toponímica  |                 | Abreo               | Abreu             |
| Adão        |             |                 |                     | Adán              |
| Adarga      |             |                 |                     |                   |
| Adega       |             |                 |                     |                   |
| Afonso      | patronímica |                 | Affonso             | Alfonso           |
| Agostinho   |             |                 |                     |                   |
| Águeda      |             |                 |                     |                   |
| Aguiar      | toponímica  |                 |                     | Aguilar           |
| Aires       |             |                 | Ayres               |                   |
| Airosa      |             | Ayroza          | Ayrosa              |                   |
| Albernaz    |             |                 |                     |                   |
| Albuquerque |             |                 |                     | Alburquerque      |
| Alcaide     |             |                 |                     |                   |
| Alcântara   | religiosa   |                 |                     | Alcántara         |
| Alcoforado  |             |                 |                     |                   |
| Aldeia      |             |                 |                     | Aldea             |
| Aleixo      | patronímica |                 |                     |                   |
| Alencar     | toponímica  |                 |                     |                   |
| Alheio      |             |                 |                     |                   |
| Almada      |             |                 |                     |                   |
| Almeida     | toponímica  |                 | Almeyda             |                   |
| Alpuim      |             |                 | Alpoim              |                   |
| Alvarenga   |             |                 |                     |                   |
| Álvares     |             | Alves           |                     | Álvarez           |
| Alvelos     |             |                 |                     |                   |
| Alverca     |             |                 |                     |                   |
| Alves       | patronímica | Álvares         |                     | Álvarez           |
| Alvim       | toponímica  |                 |                     |                   |
| Amado       | alcunha     |                 |                     |                   |
| Amaral      |             |                 |                     |                   |
| Amarante    |             |                 |                     |                   |
| Amaro       |             |                 |                     |                   |
| Amoedo      |             |                 |                     |                   |
| Amorim      |             |                 |                     | Amorín            |
| Andrade     | toponímica  | Andrada         | Andrada             | Andrade           |
| Anes        |             |                 | Annes               | Yáñez, Ibáñez     |
| Angelim     |             |                 |                     |                   |
| Anhaia      |             |                 | Anhaya              | Anaya             |
| Anjos       | religiosa   |                 |                     |                   |
| Antas       | toponímica  | Dantas          |                     |                   |
| Antunes     | patronímica |                 |                     | Antúnez           |
| Aquino      | religiosa   |                 |                     | Aquino            |
| Aragão      |             |                 |                     | Aragón            |
| Aranha      | alcunha     |                 |                     | Arana             |
| Arantes     |             |                 |                     |                   |
| Arão        |             |                 |                     | Arón              |
| Araújo      | toponímica  |                 |                     | Araújo            |
| Arcanjo     |             |                 |                     |                   |
| Areosa      |             |                 |                     |                   |
| Argolo      |             |                 | Argollo             |                   |
| Armeiro     |             |                 |                     |                   |
| Arouca      | toponímica  |                 |                     |                   |
| Arrais      |             |                 | Arraes              | Arráez            |
| Arruda      | toponímica  |                 |                     |                   |
| Assis       | religiosa   |                 |                     | Asís              |
| Assunção    | religiosa   |                 | Assumpção           | Asunción          |
| Ataíde      | toponímica  |                 | Athayde             |                   |
| Aveiro      | toponímica  |                 |                     |                   |
| Avelar      |             | Avella, Avellar |                     | Abelar            |
| Avelâs      |             |                 |                     |                   |
| Aveleira    |             |                 |                     |                   |
| Ávila       | toponímica  |                 | Avilla              | Ávila             |
| Azambuja    |             |                 |                     |                   |
| Azenha      |             |                 |                     |                   |
| Azeredo     |             | Azaredo         |                     |                   |
| Azevedo     |             |                 |                     | Acevedo           |

## B
| Apelido     | Origem      | Variantes                                     | Grafia arcaica | Versão castelhana |
| ----------- | ----------- | --------------------------------------------- | -------------- | ----------------- |
| Bacelar     | toponímica  | Bacellar, Barcelar                            |                |                   |
| Baía        |             |                                               | Bahia          | Bahía             |
| Baião       | toponímica  |                                               | Bayão          |                   |
| Bairros     |             | Bairos                                        |                | Barrios           |
| Balcão      |             |                                               |                |                   |
| Baldaia     | alcunha     |                                               | Baldaya        |                   |
| Balieiro    |             |                                               |                |                   |
| Balsemão    |             |                                               |                |                   |
| Bandeira    |             |                                               |                | Bandera           |
| Banha       |             |                                               |                |                   |
| Baptista    | religiosa   | Batista                                       |                | Bautista          |
| Barata      | alcunha     |                                               |                |                   |
| Barateiro   |             |                                               |                |                   |
| Barbalho    |             |                                               |                |                   |
| Barbosa     |             |                                               | Barboza        |                   |
| Barcelos    |             |                                               | Barcellos      |                   |
| Barra       |             |                                               |                |                   |
| Barreira    | Toponímica  |                                               |                | Barrera           |
| Barreto     |             |                                               | Barretto       |                   |
| Barreiros   |             |                                               |                | Barreros          |
| Barros      |             |                                               |                |                   |
| Barroso     |             |                                               | Barrozo        |                   |
| Basílio     |             | Bazilio                                       |                |                   |
| Bastos      |             |                                               |                |                   |
| Beiriz      |             |                                               |                |                   |
| Belchior    |             |                                               |                |                   |
| Belém       |             |                                               |                | Belén             |
| Belmonte    | toponímica  | Belmontes                                     | Belmont        |                   |
| Belo        |             |                                               | Bello          |                   |
| Beltrão     | patronímica |                                               | Beltrán        | Beltrán           |
| Bencatel    |             |                                               |                |                   |
| Benevides   | patronímica |                                               | Benavides      |                   |
| Bensaúde    |             |                                               |                |                   |
| Bentes      | patronímica |                                               |                | Benítez           |
| Bettencourt |             | Bethancout, Bethecourt, Betancour Bittencourt |                | Betancur          |
| Bento       |             |                                               |                | Benedicto         |
| Berenguer   | patronímica | Beringer Berengar Berenger                    | Beranguer      | Berenguer         |
| Bernardes   | patronímica |                                               |                | Bernárdez         |
| Berneira    |             |                                               |                |                   |
| Bessa       |             | Beça                                          | Beeça          |                   |
| Besteiro    |             |                                               |                |                   |
| Bezerra     | alcunha     | Beserra                                       |                | Becerra           |
| Bezerril    |             | Beserril                                      |                | Becerril          |
| Bicalho     |             |                                               |                |                   |
| Bicudo      |             |                                               |                |                   |
| Bispo       |             |                                               |                | Obispo            |
| Bivar       |             |                                               |                |                   |
| Boaventura  |             |                                               |                | Buenaventura      |
| Boeira      |             |                                               |                |                   |
| Boga        |             |                                               |                |                   |
| Bogado      |             |                                               |                |                   |
| Bonilha     |             |                                               |                | Bonilla           |
| Bonito      |             |                                               |                |                   |
| Borba       |             |                                               |                |                   |
| Borges      | toponímica  |                                               |                | Borges            |
| Borja       |             | Borgia                                        |                | Borja             |
| Borralho    |             |                                               |                |                   |
| Botelho     |             |                                               |                | Botello           |
| Botica      |             |                                               |                |                   |
| Boticas     |             |                                               |                |                   |
| Boto        |             |                                               |                |                   |
| Bouça       |             |                                               |                | Bouza             |
| Bouças      |             |                                               |                |                   |
| Brandão     |             |                                               |                | Brandán           |
| Braga       | toponímica  |                                               |                |                   |
| Bragança    | toponímica  |                                               |                | Braganza          |
| Branco      |             |                                               |                | Blanco            |
| Brás        |             |                                               | Braz           |                   |
| Brásio      | patronímica |                                               |                |                   |
| Brasil      | toponímica  |                                               | Brazil         |                   |
| Breia       |             |                                               |                | Brea              |
| Brião       |             |                                               |                | Brión, Briones    |
| Brites      | matronímica |                                               |                | Brítez            |
| Brito       | toponímica  |                                               | Britto         |                   |
| Brochado    |             |                                               |                |                   |
| Bronze      |             |                                               |                | Bronce            |
| Brum        |             |                                               |                |                   |
| Buarque     |             |                                               |                |                   |
| Bugalho     |             | Bogalho                                       |                | Bugallo           |
| Bulcão      |             |                                               |                |                   |
| Bulhões     |             | Bulhão                                        |                |                   |
| Bulhosa     |             |                                               |                |                   |

## C
| Apelido        | Origem        | Variantes                   | Grafia arcaica  | Versão castelhana  |
| -------------- | ------------- | --------------------------- | --------------- | ------------------ |
| Cabral         |               |                             |                 |                    |
| Cabreira       |               |                             |                 | Cabrera            |
| Cachão         |               |                             |                 |                    |
| Cacheira       |               |                             |                 |                    |
| Cachoeira      |               |                             |                 |                    |
| Caçoilo        |               |                             |                 |                    |
| Cadaval        |               |                             |                 |                    |
| Cadavez        |               |                             |                 |                    |
| Caeiras        |               |                             |                 |                    |
| Caeiro         |               |                             |                 | Caeiro             |
| Caetano        |               |                             |                 | Cayetano           |
| Café           |               |                             |                 |                    |
| Caiado         |               |                             | Cayado          | Callado            |
| Caires         | toponímica    |                             | Cayres          |                    |
| Cajueiro       |               |                             |                 |                    |
| Calado         |               |                             |                 |                    |
| Calçada        |               |                             |                 | Calzada            |
| Caldas         |               |                             |                 | Caldas             |
| Caldeira       |               |                             |                 | Caldera            |
| Calheiros      |               |                             |                 |                    |
| Camacho        |               |                             |                 | Camacho            |
| Câmara         |               |                             |                 | Cámara             |
| Camargo        |               |                             |                 | Camargo            |
| Camarinho      |               |                             |                 |                    |
| Cambezes       |               |                             |                 |                    |
| Cambotas       |               | Cambota                     |                 |                    |
| Cambuí         |               |                             |                 |                    |
| Camelo         |               |                             | Camello         |                    |
| Camilo         |               |                             | Camillo         |                    |
| Caminha        |               |                             |                 | Camina             |
| Campanha       |               |                             |                 | Campaña            |
| Campelo        |               |                             | Campello        |                    |
| Campinho       |               |                             |                 |                    |
| Campos         | Campi Gotorum | Campo                       |                 | Campos             |
| Camões         | Toponímica    |                             |                 |                    |
| Canadas        |               |                             |                 |                    |
| Canário        |               |                             |                 | Canario            |
| Cancela        |               |                             |                 |                    |
| Cancelo        |               |                             |                 |                    |
| Candal         |               |                             |                 |                    |
| Candeias       |               |                             |                 |                    |
| Canedo         |               |                             |                 |                    |
| Caneira        |               |                             |                 |                    |
| Canejo         |               |                             |                 |                    |
| Canela         |               |                             |                 |                    |
| Canelas        |               |                             |                 |                    |
| Cangueiro      |               |                             |                 |                    |
| Canhão         |               |                             |                 |                    |
| Canha          |               |                             |                 |                    |
| Caniça         |               |                             |                 |                    |
| Cantanhede     |               |                             |                 |                    |
| Canto          | alcunha       |                             |                 |                    |
| Caparica       | toponímica    |                             |                 |                    |
| Capistrano     |               |                             |                 |                    |
| Capucho        |               |                             |                 |                    |
| Cardim         |               |                             | Cardin          |                    |
| Cardoso        | toponímica    |                             | Cardozo         |                    |
| Carlos         | Patronímico   |                             |                 |                    |
| Carmo          |               |                             |                 |                    |
| Carmona        | Toponímica    |                             |                 | Carmona            |
| Carneiro       |               |                             |                 | Carnero            |
| Caronho        | Alcunha       |                             |                 |                    |
| Carpinteiro    |               |                             |                 |                    |
| Carqueijeiro   |               |                             |                 |                    |
| Carrasco       |               |                             |                 | Carrasco           |
| Carrasqueira   |               |                             |                 |                    |
| Carreira       |               |                             |                 | Carrera            |
| Carregueiro    |               |                             | Carregueiros    |                    |
| Carreiro       |               |                             |                 | Carrero            |
| Carrilho       |               |                             |                 | Carrillo           |
| Carromeu       |               |                             |                 |                    |
| Cartaxo        |               |                             |                 |                    |
| Carvalhais     |               |                             | Carvalhaes      |                    |
| Carvalhal      |               |                             |                 | Carvajal, Carbajal |
| Carvalheira    |               |                             |                 |                    |
| Carvalheiro    |               |                             |                 |                    |
| Carvalho       | toponímica    |                             |                 | Carballo           |
| Carvalhosa     |               |                             |                 |                    |
| Carvalhoso     |               |                             |                 |                    |
| Casado         |               |                             |                 | Casado             |
| Casalinho      |               |                             |                 |                    |
| Cascais        | Toponímica    |                             | Cascaes         |                    |
| Casemiro       |               |                             | Casimiro        |                    |
| Casqueira      |               |                             |                 | Casquero           |
| Castanheira    |               |                             |                 | Castañera          |
| Castanho       |               |                             |                 | Castaño            |
| Castanheda     |               |                             |                 | Castañeda          |
| Castelhano     |               | Castelão                    |                 | Castellano         |
| Castelo        | toponímica    |                             | Castello        | Castelo            |
| Castelo Branco | toponímica    | Castelbranco, Castel-Branco | Castello Branco |                    |
| Castilho       |               |                             |                 | Castillo           |
| Castilhos      |               |                             |                 |                    |
| Castro         |               |                             |                 | Castro             |
| Catela         |               |                             | Catella         |                    |
| Cavadas        |               |                             |                 |                    |
| Cavaco         |               |                             |                 |                    |
| Cavaleiro      |               |                             |                 |                    |
| Cavalheiro     | patronímica   |                             |                 | Caballero          |
| Cebola         |               |                             |                 | Cebolla            |
| Cedraz         |               |                             |                 |                    |
| Cedro          |               |                             |                 |                    |
| Centurião      |               |                             |                 | Centurión          |
| Cerqueira      |               |                             |                 | Cerquera           |
| Cerveira       |               |                             |                 | Cervera            |
| César          |               |                             | Cezar           |                    |
| Cesário        |               |                             |                 |                    |
| Cevada         |               |                             |                 |                    |
| Chacal         |               |                             |                 |                    |
| Chagas         |               |                             |                 |                    |
| Chainho        |               |                             |                 |                    |
| Chamusca       |               |                             |                 |                    |
| Charneca       |               |                             |                 |                    |
| Chaves         |               |                             |                 | Chávez             |
| Chousa         |               |                             |                 | Choupina           |
| Cidreira       |               |                             |                 |                    |
| Cipriano       |               |                             |                 |                    |
| Cirne          |               |                             | Cyrne           |                    |
| Cisneiros      |               |                             | Cysneiros       | Cisneros           |
| Clemente       |               |                             |                 |                    |
| Clementino     |               |                             |                 |                    |
| Cobra          | Sefarditas    | Abencobra                   |                 |                    |
| Coelho         |               |                             |                 | Coello, Conejo     |
| Coentrão       |               |                             |                 |                    |
| Coimbra        | toponímica    |                             |                 | Coímbra            |
| Colaço         |               |                             | Collaço         | Collazo            |
| Colares        |               |                             | Collares        |                    |
| Conceição      | religiosa     |                             |                 |                    |
| Conde          |               |                             |                 | Conde              |
| Conelhero      |               |                             |                 |                    |
| Conrado        |               |                             |                 |                    |
| Constantino    |               |                             |                 |                    |
| Corceiro       |               |                             |                 |                    |
| Cordeiro       |               |                             |                 | Cordero            |
| Coronel        |               |                             |                 |                    |
| Correia        |               | Correa Corrêa               |                 |                    |
| Cortês         |               | Cortez                      |                 | Cortés Cortez      |
| Cortesão       |               |                             |                 |                    |
| Costa          |               |                             |                 | Costa, Acosta      |
| Cotrim         | patronímica   |                             |                 |                    |
| Couceiro       |               |                             |                 |                    |
| Coucelo        |               |                             |                 |                    |
| Coutinho       |               | Coitinho                    |                 |                    |
| Couto          |               | Coito                       |                 | Coto               |
| Courela        |               |                             |                 |                    |
| Covilhã        |               | Covelhã                     |                 |                    |
| Covinha        |               |                             |                 |                    |
| Craveiro       |               |                             |                 |                    |
| Cristino       |               |                             |                 |                    |
| Cruz           |               |                             |                 | Cruz               |
| Cunha          |               |                             |                 | Acuña              |
| Curado         |               |                             |                 |                    |
| Curvelo        |               | Corvelo                     |                 |                    |
| Custódio       |               |                             |                 |                    |

## D
| Apelido   | Origem                  | Variantes ortográficas     | Grafia arcaica | Versão castelhana    |
| --------- | ----------------------- | -------------------------- | -------------- | -------------------- |
| Damasceno |                         | Damascena                  |                |                      |
| Damásio   |                         |                            | Damazio        |                      |
| Dâmaso    |                         |                            |                |                      |
| Dantas    |                         | Antas                      |                |                      |
| David     | patronímica, toponímica | Davide, Vide               |                |                      |
| Delgado   |                         |                            |                | Delgado              |
| Delmonte  | toponímica              | Delmont, Delmond           | Delmon         | Delmontes, Delmondes |
| Do Monte  | toponímica              | Dumont                     |                |                      |
| Deus      |                         |                            |                |                      |
| Dias      | patronímica             |                            |                | Díaz                 |
| Diegues   | patronímica             |                            |                |                      |
| Dinis     |                         |                            | Diniz          |                      |
| Dourado   | toponímica              |                            |                | Dorado               |
| Doutel    | toponímica              | Dotel                      | D´Outel        | Doutel               |
| Doutis    | toponímica              |                            | D'Outis        | Doutiz               |
| Domingos  |                         |                            |                |                      |
| Domingues | patronímica             |                            |                | Domínguez            |
| Dorneles  |                         | Ornelles, Ornellas Ornelas | Dornelles      |                      |
| Dracena   |                         |                            |                |                      |
| Dragão    |                         |                            |                | Dragón               |
| Duarte    |                         |                            |                | Duarte               |
| Durão     |                         |                            |                | Durán                |
| Durães    |                         |                            |                |                      |
| Dutra     |                         |                            |                |                      |

## E
| Apelido        | Origem      | Variantes      | Grafia arcaica      | Versão castelhana |
| -------------- | ----------- | -------------- | ------------------- | ----------------- |
| Eanes          |             | Anes           |                     | Yáñez, Ibáñez     |
| Eduardo        |             |                |                     |                   |
| Eira           | toponímica  | Eiras          |                     |                   |
| Eiró           |             |                |                     |                   |
| Escobar        |             |                |                     | Escobar           |
| Espargosa      |             |                |                     |                   |
| Esparteiro     |             |                |                     | Espartero         |
| Espinosa       |             |                | d'Espinosa, Spinoza |                   |
| Espírito-Santo | religiosa   | Espírito Santo |                     | Espíritu Santo    |
| Esteves        | patronímica |                |                     | Estévez           |
| Estrada        |             |                | Strada              | Estrada           |
| Estrela        |             |                | Estrella            |                   |

## F
| Brasão      | Origem                   | Variantes     | Grafia arcaica | Versão castelhana    |
| ----------- | ------------------------ | ------------- | -------------- | -------------------- |
| Façanha     |                          |               |                |                      |
| Faia        |                          |               | Faya           |                      |
| Faíl        |                          |               |                |                      |
| Faisão      |                          |               |                | Faisán               |
| Fagundes    |                          |               |                |                      |
| Falcão      |                          |               |                | Falcón               |
| Faleiro     |                          |               |                |                      |
| Faria       | toponímica               | Farias        |                |                      |
| Farinha     |                          |               |                | Fariña               |
| Faro        |                          |               |                |                      |
| Farrancha   | Alcunha                  | Farrincha     |                |                      |
| Fartaria    |                          |               |                |                      |
| Faustino    |                          |               |                |                      |
| Feijó       |                          |               |                |                      |
| Feira       |                          |               |                | Feria                |
| Feitosa     |                          |               | Feitoza        |                      |
| Felisberto  |                          |               |                |                      |
| Félix       |                          |               |                |                      |
| Fernandes   | patronímica              |               |                | Fernández, Hernández |
| Ferraço     |                          |               |                |                      |
| Ferrão      |                          |               |                | Ferrón               |
| Ferraz      |                          |               |                | Ferraz               |
| Ferreira    | toponímico               |               | Ferreyra       | Ferrera, Herrera     |
| Ferro       |                          |               |                | Hierro               |
| Festas      |                          |               |                | Fiestas              |
| Fiães       |                          |               |                |                      |
| Fialho      |                          |               |                |                      |
| Fidalgo     | patronímica              |               |                | Hidalgo              |
| Figueira    |                          | Figuera       |                | Higuera              |
| Figueiras   |                          |               |                |                      |
| Figueiredo  |                          |               |                | Figueredo            |
| Figueiró    |                          |               |                |                      |
| Figueiroa   |                          |               |                | Figueroa             |
| Filgueiras  | possivelmente toponímica | Felgueiras    |                |                      |
| Filipe      |                          |               |                | Felipe               |
| Firmino     |                          |               |                |                      |
| Fitas       |                          |               |                |                      |
| Fiúza       |                          |               |                |                      |
| Flávio      |                          |               |                |                      |
| Florença    |                          |               |                | Florencia            |
| Florêncio   |                          |               |                |                      |
| Flores      |                          |               |                | Flores               |
| Florenciano |                          |               |                |                      |
| Fogaça      |                          | Fogassa       |                | Hogaza               |
| Folgado     |                          |               |                |                      |
| Folhas      |                          |               |                |                      |
| Fonseca     |                          |               |                | Fonseca              |
| Fontes      |                          | Fonte         |                | Fuentes Fuente       |
| Fontinha    | monárquica               |               |                | Fontiña              |
| Fontoura    |                          |               |                |                      |
| Foquiço     |                          |               |                |                      |
| Formiga     |                          |               |                | Hormiga              |
| Fortes      |                          |               |                |                      |
| Fortunato   |                          |               |                |                      |
| Frade       | toponímico               |               |                | Frado                |
| Fraga       |                          |               |                | Fraga                |
| Fragoso     |                          |               |                |                      |
| Frajuca     |                          |               |                |                      |
| Franca      |                          |               |                |                      |
| França      |                          |               |                | Francia              |
| Franco      |                          |               |                | Franco               |
| Franqueira  |                          |               |                |                      |
| Frazão      |                          |               |                |                      |
| Frederico   |                          |               |                | Federico             |
| Freira      |                          |               |                |                      |
| Freire      |                          | Fréi, Ferrier | Freyre, Frey   | Freire               |
| Freiria     |                          |               | Freyria        |                      |
| Freitas     |                          |               |                | Fleitas              |
| Freixo      |                          |               |                | Freijo               |
| Frias       |                          |               |                | Frías                |
| Frois       |                          | Fróis         | Froes          | Froiz                |
| Frota       |                          |               |                | Flota                |
| Funchal     |                          |               |                |                      |
| Furquim     |                          |               |                |                      |
| Furtado     |                          |               |                | Hurtado              |

## G
| Apelido   | Origem      | Variantes | Grafia arcaica       | Versão castelhana |
| --------- | ----------- | --------- | -------------------- | ----------------- |
| Gabeira   |             |           |                      |                   |
| Gaboleiro | alcunha     |           |                      |                   |
| Gadelha   |             |           |                      |                   |
| Gago      |             |           |                      |                   |
| Gaio      |             |           |                      |                   |
| Gaivota   |             |           |                      | Gaviota           |
| Galante   |             |           |                      |                   |
| Galindo   |             |           | Gallindo             |                   |
| Gallo     |             |           |                      |                   |
| Galvão    |             |           |                      | Galván            |
| Gama      |             | Gamma     |                      |                   |
| Gameiro   | toponímica  |           |                      |                   |
| Garcez    |             |           |                      | Garcés            |
| Garcia    | patronímica |           |                      | García            |
| Garrau    |             |           |                      |                   |
| Garrido   |             |           |                      | Garrido           |
| Gaspar    |             |           |                      |                   |
| Gato      |             | Gatto     |                      |                   |
| Gavião    |             |           |                      | Gavilán           |
| Gentil    |             |           |                      |                   |
| Gil       |             |           |                      | Gil               |
| Ginjeira  |             |           |                      |                   |
| Girão     |             |           |                      | Girón             |
| Godinho   |             |           |                      | Godínez           |
| Godoi     |             | Godói     |                      | Godoy             |
| Gois      | patronímica | Góis      | Goes                 |                   |
| Gomes     | patronímica |           |                      | Gómez             |
| Gomide    | toponímica  |           |                      |                   |
| Gonçalves | patronímica |           | Gonsalves            | González          |
| Gorjão    |             | Gurjão    |                      |                   |
| Goulart   |             |           |                      |                   |
| Gouveia   |             |           | Gouvêa               |                   |
| Goulão    |             |           |                      |                   |
| Graça     |             |           |                      | Gracia            |
| Grande    |             |           |                      |                   |
| Grangeia  |             | Granjeia  |                      |                   |
| Gramacho  |             | Gramaxo   |                      |                   |
| Graneiro  |             |           |                      | Granero           |
| Granja    |             |           |                      |                   |
| Granjeiro |             |           |                      | Granjero          |
| Gravato   |             |           |                      |                   |
| Grilo     |             |           | Grillo               | Grillo            |
| Guarda    |             |           |                      |                   |
| Guedelha  |             |           |                      | Guedella          |
| Guedes    | patronímica |           | Guedez               |                   |
| Guerra    |             |           |                      | Guerra            |
| Guerreiro |             |           |                      | Guerrero          |
| Guilheiro |             |           |                      |                   |
| Guimarães |             |           | Guimaraens, Vímarães |                   |
| Gusmão    |             | Guzmon    |                      | Guzmán            |
| Guterres  | patronímica |           |                      | Gutiérrez         |

## H
| Apelido   | Origem      | Variantes | Grafia arcaica | Versão castelhana |
| --------- | ----------- | --------- | -------------- | ----------------- |
| Henriques | patronímica | Henrique  |                | Enríquez          |
| Hilário   |             |           |                |                   |
| Hipólito  |             |           | Hyppolito      |                   |
| Holanda   |             |           | Hollanda       |                   |
| Homem     | alcunha     |           |                | Hombre            |
| Honorato  |             |           |                |                   |
| Horta     |             |           |                | Huerta            |

## I
| Apelido  | Origem  | Variantes | Grafia arcaica | Versão castelhana |
| -------- | ------- | --------- | -------------- | ----------------- |
| Ideias   | Alcunha |           |                |                   |
| Igrejas  |         |           |                | Iglesias          |
| Ilha     |         |           |                | Isla              |
| Imperial |         |           |                |                   |
| Inácio   |         |           |                | Ignacio           |
|          | Inês    |           |                | Inés              |
| Infante  |         |           |                |                   |
| Isidoro  |         |           |                |                   |
| Isidro   |         |           |                |                   |

## J
| Apelido   | Origem     | Variantes | Grafia arcaica | Versão castelhana |
| --------- | ---------- | --------- | -------------- | ----------------- |
| Jardim    |            |           |                | Jardín            |
| Jesus     | religiosa  |           |                | Jesús             |
| João      |            |           |                | Juan              |
| Jobim     | toponímica | Jovim     |                |                   |
| Jordão    |            |           |                | Jordán            |
| Jorge     |            |           |                |                   |
| Junqueira |            |           |                | Junquera          |
| Justino   |            |           |                |                   |

## L
| Apelido     | Origem      | Variantes                                   | Grafia arcaica | Versão castelhana |
| ----------- | ----------- | ------------------------------------------- | -------------- | ----------------- |
| Lacerda     |             | La Cerda                                    |                | Lacerda           |
| Ladeira     |             |                                             |                |                   |
| Lagareiro   |             |                                             |                |                   |
| Lage        |             |                                             |                | Lage              |
| Lages       |             |                                             |                | Lages             |
| Lago        |             |                                             |                | Lago              |
| Lagoa       |             |                                             |                | Laguna            |
| Lagos       |             |                                             |                | Lagos             |
| Lamego      | toponímia   |                                             |                |                   |
| Lameira     | toponímica  |                                             |                |                   |
| Lameirinhas |             |                                             |                |                   |
| Lameiras    |             |                                             |                |                   |
| Lamenha     |             |                                             |                |                   |
| Lampreia    |             |                                             | Lamprea        | Lamprea           |
| Lancastre   | toponímica  | Alancastre, Alancastro, Lencastre Lencaster |                |                   |
| Landim      |             |                                             |                |                   |
| Lara        |             |                                             |                |                   |
| Laranja     |             |                                             |                | Naranja           |
| Laranjeira  |             |                                             | Larangeira     | Naranjo           |
| Lares       |             |                                             |                |                   |
| Lários      |             |                                             |                |                   |
| Laureano    |             |                                             |                |                   |
| Leal        |             |                                             |                |                   |
| Leão        | toponímica  |                                             |                | León              |
| Leiria      |             |                                             |                |                   |
| Leitão      |             |                                             |                | Lechón            |
| Leite       |             |                                             |                | Leche             |
| Leme        |             | Lem                                         | Lemme          |                   |
| Lemes       |             | Lems                                        | Lemmes         |                   |
| Lemos       |             |                                             |                |                   |
| Lessa       |             | Leça                                        |                |                   |
| Liberato    |             |                                             |                |                   |
| Lima        |             |                                             |                |                   |
| Limeira     |             |                                             |                | Limero            |
| Linhares    |             |                                             |                | Linares           |
| Lindim      |             |                                             |                |                   |
| Lino        |             |                                             |                |                   |
| Lins        |             |                                             |                |                   |
| Lira        |             |                                             | Lyra           |                   |
| Lisboa      | toponímica  |                                             |                |                   |
| Lobato      |             |                                             |                | Lovato            |
| Lobo        |             |                                             |                |                   |
| Loio        | toponímica  | Lóio, Loios                                 |                | Loyo              |
| Lopes       | patronímica |                                             |                | López             |
| Lourenço    |             |                                             |                | Lorenzo           |
| Loureiro    |             |                                             | Laurel         |                   |
| Loures      |             |                                             |                | Lourdes           |
| Lousã       |             |                                             | Louzã          |                   |
| Lousada     |             |                                             | Louzada        | Lozada, Losada    |
| Lousado     |             |                                             |                |                   |
| Lucas       |             |                                             |                | Lucas             |
| Lucena      |             |                                             |                | Lucena            |
| Lustosa     |             |                                             |                |                   |
| Luz         |             |                                             |                |                   |
| Luzeiro     |             |                                             |                | Lucero            |

## M
| Apelido      | Origem              | Variantes             | Grafia arcaica   | Versão castelhana     |
| ------------ | ------------------- | --------------------- | ---------------- | --------------------- |
| Macedo       |                     |                       | Macêdo           |                       |
| Macena       |                     | Massena               |                  |                       |
| Machado      |                     |                       |                  | Machado               |
| Macieira     |                     |                       |                  |                       |
| Maciel       | patronímica         |                       |                  |                       |
| Maçãs        |                     |                       |                  | Manzanas              |
| Madeira      | toponímica          |                       |                  | Madera, Madero        |
| Madruga      |                     |                       |                  |                       |
| Madureira    |                     |                       |                  |                       |
| Mafra        |                     |                       |                  |                       |
| Magalhães    |                     |                       |                  | Magallanes            |
| Magoito      | toponímica          |                       |                  |                       |
| Maia         |                     |                       | Maya, Mahia      | Maya                  |
| Maior        |                     |                       |                  | Mayor                 |
| Malafaia     |                     |                       | Malafaya         |                       |
| Malaquias    |                     |                       |                  | Malaquías             |
| Malheiro     | patronímica         | Malheiros             |                  |                       |
| Malho        |                     |                       |                  |                       |
| Malta        |                     |                       |                  |                       |
| Mamede       |                     |                       |                  | Mamed                 |
| Matamouros   | alcunha             |                       |                  | Matamoros             |
| Mangueira    |                     |                       |                  | Manguera              |
| Mansilha     |                     |                       |                  | Mansilla              |
| Manso        |                     |                       |                  |                       |
| Mantas       |                     |                       |                  |                       |
| Maranhão     |                     |                       |                  | Marañón               |
| Marçal       |                     |                       |                  | Marcial               |
| Marcondes    |                     |                       |                  |                       |
| Marinho      |                     |                       |                  | Marino                |
| Marins       |                     |                       |                  |                       |
| Mariz        |                     |                       |                  |                       |
| Marques      | patronímica         |                       |                  | Márquez               |
| Marreiro     |                     | Marreiros             |                  | Marrero               |
| Marroquim    |                     |                       |                  | Marroquín             |
| Martelo      |                     |                       | Martello         | Martillo              |
| Martinho     |                     | Martim                |                  | Martín                |
| Martins      | patronímica         |                       |                  | Martínez              |
| Mascarenhas  |                     |                       |                  | Mascareñas            |
| Mata         | toponímica          |                       | Matta            | Mata                  |
| Mateus       |                     |                       |                  | Mateos                |
| Matias       | patronímica         |                       | Mathias          | Matías                |
| Matos        |                     |                       | Mattos           |                       |
| Matosinhos   |                     |                       | Matozinhos       |                       |
| Matoso       |                     |                       | Mattoso, Mattozo |                       |
| Mazagão      |                     |                       |                  |                       |
| Medeiros     |                     |                       |                  | Mederos               |
| Meira        |                     |                       |                  | Miera                 |
| Meireles     |                     |                       | Meirelles        |                       |
| Melgaço      |                     |                       |                  |                       |
| Melo         | toponímica          |                       | Mello            |                       |
| Mena         |                     |                       | Menna            | Mena                  |
| Mendes       | patronímica         |                       |                  | Méndez                |
| Mendonça     |                     |                       | Mendoça          | Mendoza               |
| Meneses      | toponímica          | Menezes               |                  |                       |
| Mesquita     |                     |                       |                  |                       |
| Mexia        | toponímica          |                       |                  | Mejía                 |
| Midões       |                     |                       |                  |                       |
| Miguel       |                     |                       |                  |                       |
| Miguéis      |                     | Migueis, Miguens      | Miguez           |                       |
| Mieiro       |                     |                       |                  |                       |
| Milagres     |                     |                       |                  | Milagros              |
| Milhães      |                     |                       |                  |                       |
| Milheirão    |                     |                       |                  |                       |
| Milheiriço   |                     |                       |                  |                       |
| Milheiro     |                     |                       |                  |                       |
| Milhomem     |                     |                       |                  |                       |
| Mineiro      |                     |                       |                  | Minero                |
| Minho        |                     |                       |                  | Miño                  |
| Miranda      | toponímica          |                       |                  | Miranda               |
| Mirandela    |                     |                       |                  |                       |
| Modesto      |                     |                       |                  |                       |
| Moimenta     |                     |                       |                  |                       |
| Moisés       |                     |                       | Moyses, Moyzes   |                       |
| Moita        |                     |                       | Mouta            |                       |
| Mondego      |                     |                       |                  |                       |
| Mondragão    | toponímica          |                       |                  | Mondragón             |
| Monforte     | toponímica Monforte | Monfort               |                  |                       |
| Monjardim    |                     |                       |                  |                       |
| Monsanto     |                     |                       |                  |                       |
| Mont'Alverne |                     |                       |                  |                       |
| Monte        | toponímica          | Montes, do Monte Mont |                  | del Monte, del Montez |
| Montenegro   |                     |                       |                  |                       |
| Monteiro     |                     |                       |                  | Montero               |
| Monteverde   |                     |                       |                  |                       |
| Morais       |                     |                       | Moraes           | Morales               |
| Morão        |                     | Mourão                |                  | Morán                 |
| Moreira      |                     |                       | Moreyra          | Morera                |
| Moreno       |                     |                       |                  | Moreno                |
| Morgado      | alcunha             |                       | Maioricatus      |                       |
| Mortágua     |                     |                       |                  |                       |
| Mota         |                     |                       | Motta            |                       |
| Moura        |                     | Mora                  |                  | Mora                  |
| Mourão       |                     | Morão                 |                  |                       |
| Mourato      |                     |                       |                  |                       |
| Mourinho     |                     |                       |                  |                       |
| Moutinho     |                     |                       |                  |                       |
| Moniz        | patronímica         | Muniz                 | Muniz            | Muñiz                 |
| Mundim       |                     |                       |                  |                       |
| Munhoz       |                     |                       |                  | Muñoz                 |
| Murteira     |                     |                       |                  |                       |
| Murtinho     |                     |                       |                  |                       |
| Muxagata     |                     |                       |                  |                       |

## N
| Apelido     | Origem      | Variantes | Grafia arcaica | Versão castelhana |
| ----------- | ----------- | --------- | -------------- | ----------------- |
| Narvais     | toponímica  |           | Narvaes        | Narváez           |
| Nascimento  | religiosa   |           |                |                   |
| Natal       | religiosa   |           |                |                   |
| Naval       |             |           |                |                   |
| Naves       | toponímica  |           |                | Naves             |
| Nazário     |             |           |                |                   |
| Negrão      |             |           |                |                   |
| Negreiros   |             |           |                |                   |
| Negromonte  |             |           |                |                   |
| Neiva       |             |           |                |                   |
| Neres       |             |           |                |                   |
| Neto        |             |           | Netto          | Nieto             |
| Neves       | religiosa   |           |                | Nieves            |
| Ninharelhos |             |           |                |                   |
| Nobre       |             |           |                | Noble             |
| Nóbrega     |             |           |                |                   |
| Nogueira    | toponímica  |           |                | Noguera           |
| Noite       |             |           |                | Noche             |
| Nolasco     |             |           |                | Nolasco           |
| Noleto      |             | Nolêto    | Nolleto        |                   |
| Noronha     | toponímica  |           |                | Noreña            |
| Novais      |             |           | Novaes         | Novalles          |
| Nunes       | patronímica |           |                | Núñez             |

## O
| Apelido    | Origem     | Variantes          | Grafia arcaica | Versão castelhana |
| ---------- | ---------- | ------------------ | -------------- | ----------------- |
| Oeiras     |            |                    |                |                   |
| Olaio      |            |                    |                |                   |
| Oleiro     |            |                    |                |                   |
| Olivares   |            |                    |                |                   |
| Oliveira   | toponímica |                    |                | Olivera           |
| Onofre     |            |                    |                |                   |
| Ornelas    |            | Dornelles, Orneles | Dornellas      |                   |
| Orriça     |            |                    |                |                   |
| Osório     |            |                    | Ozorio         | Osorio            |
| Ourique    |            |                    |                |                   |
| Ouro       |            |                    |                |                   |
| Ouro-Preto |            |                    |                |                   |
| Outeiro    |            |                    |                | Otero             |

## P
| Apelido     | Origem      | Variantes             | Grafia arcaica | Versão castelhana |
| ----------- | ----------- | --------------------- | -------------- | ----------------- |
| Pacheco     | toponímica  |                       |                | Pacheco           |
| Paços       | toponímica  |                       |                |                   |
| Padilha     |             |                       |                | Padilla           |
| Pádua       |             |                       |                |                   |
| Paião       |             |                       |                |                   |
| Paim        |             |                       |                |                   |
| Painçal     |             |                       |                |                   |
| Pais        | patronímica |                       | Paes           | Peláez, Páez      |
| Paiva       | toponímica  |                       | Payva          | Pavía             |
| Paixão      |             |                       |                | Pasión            |
| Palha       |             |                       |                | Paja              |
| Palhares    |             |                       |                | Pajares           |
| Palhinha    |             |                       |                |                   |
| Palma       |             |                       |                |                   |
| Palmeira    |             |                       |                | Palmera           |
| Palos       | patronímica |                       | Pallos         |                   |
| Parafita    |             |                       |                |                   |
| Paranhos    |             |                       |                |                   |
| Pardo       |             |                       |                | Pardo             |
| Paredes     |             |                       |                | Paredes           |
| Parente     |             |                       |                |                   |
| Pargana     |             |                       |                |                   |
| Parracho    |             |                       |                |                   |
| Parreira    |             |                       |                | Parrera           |
| Passarinho  |             |                       |                |                   |
| Passos      |             |                       |                | Pasos             |
| Pastana     |             | Pestana               |                | Pestaña           |
| Patrício    |             |                       |                | Patricio          |
| Patriota    |             |                       |                |                   |
| Paula       |             |                       |                |                   |
| Paulino     |             |                       |                |                   |
| Paulos      |             |                       |                | Pablos            |
| Pavão       |             |                       |                | Pavón             |
| Paz         |             |                       |                | Paz               |
| Peçanha     |             | Pessanha              |                |                   |
| Pêcego      |             | Pêssego               |                |                   |
| Pederneiras |             |                       |                |                   |
| Pedreira    |             |                       |                |                   |
| Pedro       |             |                       |                |                   |
| Pedroso     |             | Pedrosa               | Pedrozo        |                   |
| Pegado      |             |                       |                |                   |
| Peixoto     |             |                       |                |                   |
| Peleja      |             |                       |                | Pellejo           |
| Penedo      |             |                       |                | Pinedo            |
| Penha       | toponímica  | Pena                  |                | Peña              |
| Penteado    |             |                       |                |                   |
| Pequeno     |             |                       |                |                   |
| Peralta     |             |                       |                | Peralta           |
| Perdigão    |             |                       |                | Perdigón          |
| Pereira     | toponímica  |                       | Pereyra        | Perera            |
| Perestelo   |             |                       |                |                   |
| Pescada     |             |                       |                |                   |
| Peseiro     |             |                       |                |                   |
| Pesqueiro   |             |                       |                |                   |
| Pessoa      | alcunha     |                       | Pessôa         | Persona           |
| Pestana     |             |                       |                |                   |
| Picanço     |             |                       |                |                   |
| Picão       |             |                       | Picam          |                   |
| Picareta    | alcunha     |                       |                |                   |
| Piedade     |             |                       |                | Piedad            |
| Pimentel    |             |                       |                |                   |
| Pimparel    |             |                       |                |                   |
| Pinhal      |             |                       |                |                   |
| Pinheiro    |             |                       |                | Piñero            |
| Pinho       |             |                       |                | Pino              |
| Pinto       |             |                       |                | Pinto             |
| Piteira     |             |                       |                |                   |
| Pires       | patronímica | Peres, Pedrez, Petrez |                | Pérez             |
| Poças       |             |                       |                | Pozas             |
| Poeiras     |             |                       |                |                   |
| Pombeiro    |             |                       |                |                   |
| Ponte       |             |                       |                | Puente            |
| Pontes      |             |                       |                | Puentes           |
| Porciúncula |             |                       |                | Porciúncula       |
| Portal      | topográfica |                       |                | Portal            |
| Portela     |             |                       | Portella       |                   |
| Porto       |             |                       |                | Puerto            |
| Portugal    | toponímica  |                       |                |                   |
| Póvoa       |             |                       |                |                   |
| Póvoas      |             |                       |                |                   |
| Prada       |             |                       |                |                   |
| Prado       |             |                       |                | Prado             |
| Pragana     |             |                       |                |                   |
| Prates      |             |                       |                |                   |
| Prestes     |             |                       |                |                   |
| Primo       |             |                       |                |                   |
| Proença     |             |                       |                |                   |
| Protásio    |             |                       |                | Protasio          |
| Prudente    |             |                       |                |                   |
| Pureza      |             |                       |                |                   |

## Q
| Apelido     | Origem     | Variantes | Grafia arcaica | Versão castelhana |
| ----------- | ---------- | --------- | -------------- | ----------------- |
| Quadros     | toponímica |           |                | Cuadros           |
| Quaresma    | religiosa  |           |                | Cuaresma          |
| Queiroga    |            |           |                | Quiroga           |
| Queirós     | toponímica | Queiroz   |                | Quirós            |
| Quental     |            | Quintal   |                |                   |
| Quesado     |            |           | Quezado        |                   |
| Quina       |            |           |                |                   |
| Quinaz      |            |           |                |                   |
| Quinta      |            |           |                |                   |
| Quintal     |            | Quental   |                |                   |
| Quintana    |            |           |                | Quintana          |
| Quintanilha |            |           |                | Quintanilla       |
| Quintas     |            |           |                |                   |
| Quintais    |            |           |                |                   |
| Quintão     |            |           |                |                   |
| Quinteiro   |            |           |                | Quintero          |
| Quintela    |            |           | Quintella      |                   |
| Quirino     |            | Querino   |                |                   |

## R
| Apelido    | Origem                  | Variantes    | Grafia arcaica | Versão castelhana |
| ---------- | ----------------------- | ------------ | -------------- | ----------------- |
| Rabelo     |                         |              | Rabello        |                   |
| Raimundes  | patronímica             |              |                | Raimundez         |
| Ramalho    |                         |              |                | Ramallo           |
| Raminhos   |                         |              |                |                   |
| Ramires    | patronímica             |              |                | Ramírez           |
| Ramos      | religioso               |              |                | Ramos             |
| Rangel     |                         |              |                | Rangel            |
| Raposo     | alcunha                 |              |                |                   |
| Rebelo     |                         |              | Rebello        |                   |
| Rebouças   |                         |              |                |                   |
| Redondo    |                         |              |                |                   |
| Regalado   |                         |              |                |                   |
| Rego       |                         | Rêgo         |                |                   |
| Regueira   |                         |              |                | Reguera           |
| Reino      |                         |              |                |                   |
| Reis       |                         |              | Reys           | Reyes             |
| Requião    |                         |              |                |                   |
| Resende    | toponímica              | Resendes     | Rezende        | Reséndiz          |
| Revaldo    |                         |              |                |                   |
| Riachos    |                         |              |                |                   |
| Ribas      |                         |              |                | Rivas             |
| Ribeiro    |                         |              |                | Rivero            |
| Ribeirete  |                         |              |                |                   |
| Rico       |                         |              |                | Rico              |
| Rijo       |                         |              |                |                   |
| Rio        |                         |              |                | Río               |
| Rios       |                         |              |                | Ríos              |
| Robalinho  |                         |              |                |                   |
| Robalo     |                         |              |                |                   |
| Roçadas    | toponímica (muito raro) |              |                |                   |
| Rocha      |                         |              |                | Roca              |
| Rodovalho  |                         |              |                |                   |
| Rodrigues  | patronímica             | Roiz, Ruíz,  |                | Rodríguez         |
| Rolim      |                         |              |                |                   |
| Roma       | toponímica              |              |                |                   |
| Ropeiro    |                         |              |                |                   |
| Roriz      |                         |              |                |                   |
| Rosa       |                         | Roza         |                | Rosa              |
| Rosado     |                         |              |                |                   |
| Rosão      |                         | Rozão, Rozam |                |                   |
| Rosário    | religiosa               |              | Rozario        | Rosario           |
| Rosmaninho |                         |              |                |                   |
| Roseira    |                         |              | Rozeira        |                   |
| Rua        |                         |              |                | Rúa               |
| Ruas       |                         |              |                |                   |
| Ruela      |                         |              |                |                   |
| Rufino     |                         |              |                |                   |

## S
| Apelido     | Origem      | Variantes  | Grafia arcaica                    | Versão castelhana     |
| ----------- | ----------- | ---------- | --------------------------------- | --------------------- |
| Sá          |             |            | Saa                               | Saá                   |
| Sabala      |             |            |                                   | Zavala                |
| Sabrosa     |             |            |                                   |                       |
| Sacadura    | toponímica  |            |                                   | Secadura              |
| Sacramento  |             |            |                                   | Sacramento            |
| Salazar     | toponímica  |            |                                   | Salazar, Zalazar      |
| Saldanha    |             |            |                                   | Saldaña               |
| Sales       |             |            | Salles                            |                       |
| Salgado     |             |            |                                   |                       |
| Salgueiro   |             |            |                                   | Salguero              |
| Salvado     |             |            |                                   |                       |
| Salvador    |             |            |                                   |                       |
| Saloio      |             |            |                                   |                       |
| Salomão     |             |            |                                   | Salomón               |
| Saltão      |             |            |                                   |                       |
| Sampaio     |             | São Paio   | Sampayo                           | Sampayo               |
| Sanches     | patronímica |            |                                   | Sánchez               |
| Sandinha    |             |            |                                   |                       |
| Sant'Ana    | religiosa   | Sant'Anna  |                                   | Santana               |
| Santarém    |             |            |                                   | Santander             |
| Santiago    |             | São Tiago  | São Thiago, Santhiago, Sam Thiago | Santiago              |
| Santos      | religiosa   | dos Santos |                                   | de los Santos         |
| Saraiva     |             |            |                                   | Saravia               |
| Sardinha    |             |            |                                   | Sardina               |
| Sardo       |             |            |                                   |                       |
| Sarmento    |             |            |                                   | Sarmiento             |
| Seabra      |             | Siebra     |                                   | Sanabria              |
| Seixas      |             |            |                                   | Seijas                |
| Semedo      |             |            |                                   |                       |
| Serelha     |             |            |                                   |                       |
| Serpa       |             |            |                                   |                       |
| Serralheiro |             |            |                                   |                       |
| Serro       |             |            |                                   |                       |
| Sesimbra    |             | Cezimbra   |                                   |                       |
| Setúbal     |             |            |                                   |                       |
| Severiano   |             |            |                                   |                       |
| Severo      |             |            |                                   |                       |
| Silva       | toponímica  |            |                                   |                       |
| Silveira    |             |            |                                   | Silvera               |
| Silvestre   |             |            |                                   | Silvestre             |
| Simas       |             |            |                                   |                       |
| Simões      | patronímica |            |                                   | Simones               |
| Simão       |             |            |                                   | Simón                 |
| Sintra      |             | Cintra     |                                   |                       |
| Siqueira    |             | Sequeira   |                                   | Sequera               |
| Sítima      |             |            |                                   |                       |
| Soares      | patronímica |            |                                   | Suárez                |
| Sobral      |             |            |                                   |                       |
| Sobreira    |             |            |                                   |                       |
| Sobrinho    |             |            |                                   |                       |
| Sodré       |             |            |                                   |                       |
| Soeiro      |             |            |                                   |                       |
| Sousa       |             | Souza      |                                   | Sosa                  |
| Souto       |             |            |                                   | Soto                  |
| Souto Maior |             |            |                                   | Soto Mayor, Sotomayor |
| Soveral     |             |            |                                   |                       |
| Soverosa    |             |            |                                   |                       |

## T
| Apelido   | Origem      | Variantes                               | Grafia arcaica | Versão castelhana |
| --------- | ----------- | --------------------------------------- | -------------- | ----------------- |
| Taborda   |             |                                         |                |                   |
| Tabosa    |             |                                         |                |                   |
| Talhão    |             |                                         |                |                   |
| Talisca   |             |                                         |                |                   |
| Tameirão  | toponímica  | Tameirón (galego)                       |                |                   |
| Tavares   | toponímica  |                                         |                | Tabares           |
| Taveira   |             |                                         |                | Talavera          |
| Taveiros  |             |                                         |                |                   |
| Távora    |             |                                         |                |                   |
| Teixeira  | toponímica  | Teixeiras, Teixeiro (variantes galegas) | Teixeyra       | Tejera            |
| Tedim     |             |                                         | Thedim         |                   |
| Teles     | patronímica |                                         | Telles         | Téllez            |
| Telinhos  |             |                                         |                |                   |
| Temes     |             |                                         | Themes         |                   |
| Teodoro   | patronímica |                                         |                |                   |
| Terra     |             |                                         |                |                   |
| Teves     | patronímica |                                         |                | Tévez             |
| Tigre     |             |                                         | Tiguere        |                   |
| Tinoco    |             |                                         |                |                   |
| Toledo    |             |                                         |                | Toledo            |
| Tomé      |             |                                         | Thomé          |                   |
| Toreão    |             | Torreão                                 |                |                   |
| Torquato  |             | Torcato                                 |                | Torcuato          |
| Torrado   |             |                                         |                | Torrado           |
| Torreiro  |             |                                         |                |                   |
| Torres    |             |                                         |                | Torres            |
| Toscano   |             |                                         |                |                   |
| Toste     |             | Tostes                                  |                |                   |
| Tovar     |             |                                         |                |                   |
| Travassos |             |                                         |                |                   |
| Trigueiro |             | Trigueiros                              |                | Triguero          |
| Trincão   |             |                                         |                |                   |
| Trindade  | religiosa   |                                         |                | Trinidad          |
| Tristão   |             |                                         |                | Tristán           |
| Tropeiro  |             |                                         |                | Tropero           |
| Tuna      |             |                                         |                |                   |

## U
| Apelido | Origem  | Variantes | Grafia arcaica | Versão castelhana |
| ------- | ------- | --------- | -------------- | ----------------- |
| Uchoa   | Ibérica | -         | -              | Ochoa             |
| Ulhoa   | -       | -         | -              | Ulloa             |
| Úria    | -       | -         | -              | -                 |
| Urias   | -       | -         | -              | -                 |

## V
| Apelido     | Origem      | Variantes | Grafia arcaica | Versão castelhana      |
| ----------- | ----------- | --------- | -------------- | ---------------------- |
| Valadão     |             |           |                |                        |
| Valadares   | toponímica  |           | Valladares     | Valladares, Balladares |
| Valadim     |             |           |                |                        |
| Valcácer    |             |           |                |                        |
| Valcanaia   |             |           |                |                        |
| Vale        | toponímica  |           |                | Valle                  |
| Valença     |             |           |                | Valencia               |
| Valeixo     |             |           |                |                        |
| Valente     | alcunha     |           |                | Valiente               |
| Valentim    |             |           |                | Valentín               |
| Valério     |             |           |                | Valerio                |
| Valgueiro   |             |           |                |                        |
| Valido      |             |           |                |                        |
| Valim       |             |           |                |                        |
| Valtelhas   |             |           |                |                        |
| Valverde    |             |           |                |                        |
| Varanda     |             |           |                | Baranda                |
| Varandas    |             |           |                |                        |
| Varão       | patronímica |           |                | Varón                  |
| Varejão     |             |           |                |                        |
| Varela      |             |           | Varella        | Varela                 |
| Vargas      |             |           |                | Vargas                 |
| Vasconcelos |             |           | Vasconcellos   |                        |
| Vasques     | patronímica |           |                | Vásquez, Vázquez       |

## X
| Apelido | Origem      | Variantes | Grafia arcaica | Versão castelhana |
| ------- | ----------- | --------- | -------------- | ----------------- |
| Xavier  |             |           |                | Javier            |
| Ximenes | patronímica |           |                | Giménez, Jiménez  |
| Xisto   |             |           |                |                   |

## Z
| Apelido  | Origem | Variantes | Grafia arcaica | Versão castelhana |
| -------- | ------ | --------- | -------------- | ----------------- |
| Zagalo   |        |           | Zagallo        |                   |
| Zambujal |        |           |                |                   |
| Zarco    |        | Zargo     | Zarco          |                   |